# Кликсбюлль
Кликсбюлль (нем. Klixbüll) — община в Германии, в земле Шлезвиг-Гольштейн.
Входит в состав района Северная Фрисландия. Подчиняется управлению Зюдтондерн. Население составляет 955 человек (на 31 декабря 2010 года). Занимает площадь 17,44 км².
Официальным языком в населённом пункте, помимо немецкого, является севернофризский.